# 포틀랜드 국제 제트포트

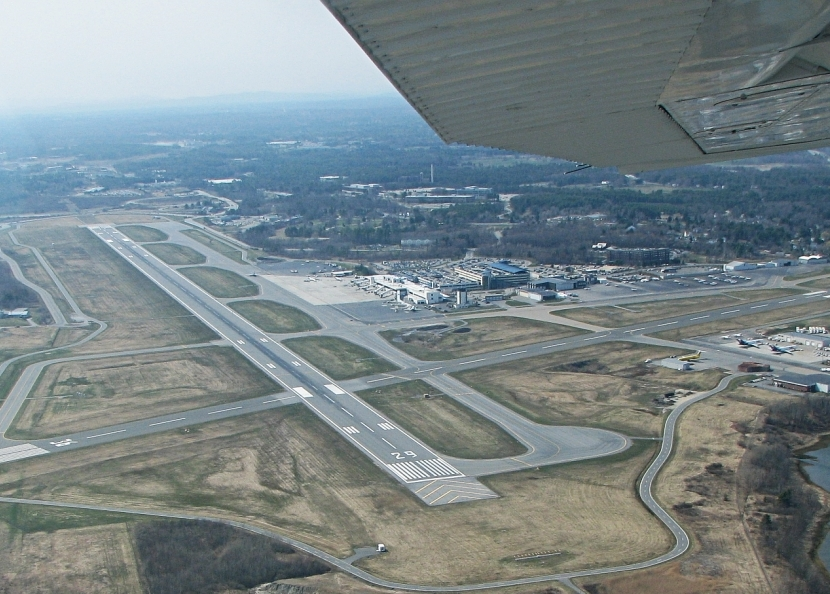

포틀랜드 국제 제트포트(Portland International Jetport, IATA: PWM, ICAO: KPWM, FAA LID: PWM)는 미국 메인주 다운타운 포틀랜드에서 서쪽으로 3킬로미터 지점 떨어진 공항이다. 포틀랜드시가 소유, 운영하고 있다. 주요 활주로를 포함하여 제트포트 자산의 일부이며 이웃 도시 사우스포틀랜드시에 속해있다.
이 공항은 메인주에서 가장 분주한 공항이다.